# VDV eTicket Service
Der VDV eTicket Service GmbH & Co. KG (VDV ETS, VDV steht für Verband Deutscher Verkehrsunternehmen) gibt den Standard für das elektronische Fahrgeldmanagement (EFM) im öffentlichen Personennahverkehr (ÖPNV) heraus: die VDV-Kernapplikation (VDV KA) sowie deren Nachfolgeversion (((etiCORE. Der VDV ETS betreibt und koordiniert die technischen Systeme für das EFM im ÖPNV, eTicket Deutschland. Außerdem entwickelt der VDV ETS neue technische Lösungen für die Verkehrsunternehmen und -verbünde.

## Hintergrund
2002 setzten Verkehrsunternehmen und -verbünde gemeinsam mit dem VDV, dem Fraunhofer-Institut für Verkehrs- und Infrastruktursysteme IVI und der VDV-Förderkreis e. V. sowie einigen Industrieunternehmen ein Forschungsprojekt mit dem Namen „Interoperable VDV-Kernapplikation“ auf, um gemeinsam einen E-Ticket-Standard im ÖPNV zu entwickeln. Als Entwicklungsgesellschaft dieses Standards wurde im Jahr 2003 die VDV-Kernapplikations GmbH & Co. KG gegründet. 2014 firmierte das Unternehmen um und heißt seitdem „VDV eTicket Service GmbH & Co. KG“, kurz: VDV ETS.

## Beteiligungen
An der Gesellschaft sind der VDV durch die VDV eTicket Verwaltungsgesellschaft als Komplementärin und 13 Kommanditisten beteiligt:
- Verkehrsbetriebe der Städte Berlin, Duisburg, Hamburg, Köln, Mainz und München
- Verkehrsverbünde Rhein-Ruhr, Rhein-Sieg, Rhein-Main, Nürnberg und Oberelbe
- Nahverkehrsgesellschaft Baden-Württemberg und Deutsche Bahn (über DB Vertrieb)

## Aufgaben und Partner
Die Gesellschaft gibt in alleiniger Zuständigkeit den Standard für das Ticketing im deutschen ÖPNV – eTicket Deutschland – heraus und integriert neue technische Lösungen. Sie betreut und verwaltet die teilnehmenden Unternehmen und Lieferanten, stellt organisatorische Regeln auf und überwacht diese. Zudem schreibt die Gesellschaft als zentrale Dienstleistung Chipkarten im gemeinsamen Auftrag von Verkehrsunternehmen und -verbünden aus und bietet Seminare für Verkehrsunternehmen und Systemkomponentenhersteller an. Das Bildungsangebot umfasst Grundlagen- und Fachseminare sowie Anwenderschulungen.

### ASM-Tool für Teilnehmer an eTicket Deutschland
Der VDV ETS stellt den Verkehrsunternehmen und Verkehrsverbünden, die Teilnehmer an eTicket Deutschland sind, über den Partner IVU Traffic Technologies AG das Applikations- und Sicherheitsmanagement-Tool (ASM) zur Verfügung. Dieser Web-Service dient der Verwaltung und Organisation, beispielsweise lassen sich Zugriffsberechtigungen auf die Daten des eTicket Deutschland festlegen. Über das Tool haben die Unternehmen unter anderem Zugriff auf die Spezifikationen des Ticketing-Standards und können Sicherheitskomponenten bestellen. Um Zugriff auf sämtliche Serviceleistungen zu erhalten, ist eine Registrierung erforderlich. Die einzelnen Schritte sind in einem Benutzerhandbuch dokumentiert.

### Clearing
Seit 2018 stellt der VDV eTicket Service ein Clearingsystem für eTicket Deutschland bereit. Mit diesem zentralen Dienst werden Verkehrsunternehmen und Verkehrsverbünde in die Lage versetzt, elektronische Fahrkarten für regionsübergreifende Fahrten zu verkaufen. Der Aufbau des Clearingsystems wurde finanziell gefördert vom Bundesministerium für Verkehr und digitale Infrastruktur. Das Clearing besteht im öffentlichen Personenverkehr aus drei Komponenten: dem Produktclearing für regionsübergreifende Tarif-, Produkt- und Preisermittlung, dem Forderungsclearing hinsichtlich der gegenseitigen finanziellen Ansprüche sowie dem Finanzclearing (Settlement) zum Zahlungsausgleich für alle Verkehrsunternehmen und -verbünde.

### Interner Datenaustausch im ION
Die am eTicket-System beteiligten Partner tauschen die verschlüsselten Daten untereinander über einen geschützten Internet-Bereich aus, das „Interoperable Netzwerk“ (ION). Dass die Daten innerhalb dieses Netzwerks zum richtigen Adressaten gelangen, dafür sorgt die Zentrale Vermittlungsstelle (ZVM).

### Kontroll- und Sperrlistenservice KOSE
Der Kontroll- und Sperrlistenservice KOSE ist eine zentrale Datenbank, ebenfalls betrieben von der Firma Atos Worldline. Bei Kontrollen im Fahrzeug lassen sich darüber Fahrscheine und Fahrberechtigungen abgleichen. Wird ein Ticket als verloren oder gestohlen gemeldet, wird dieses in KOSE hinterlegt – und kann so deutschlandweit bei einer Kontrolle als ungültig erkannt werden. Seit Oktober 2011 läuft KOSE im Regelbetrieb und ermöglicht, die Gültigkeit aller Tickets bundesweit zu prüfen.
Eine Empfehlung bzw. Anforderungsanalyse vom Februar 2023 sieht vor, KOSE für das Deutschlandticket einzusetzen. Hierfür sollen die Ausgabe- und Kontrolltransaktionen aller Kundenvertragspartner und Dienstleister zusammengeführt werden, und alle am Deutschlandticket beteiligten Unternehmen sollen das Ticket mittels KOSE sperren bzw. prüfen lassen.

### Motics
Wegen der zunehmenden Nachfrage nach Tickets auf dem Smartphone hat der VDV eTicket Service schon vor der Einführung des Deutschlandtickets einen Kopierschutz für digitale Tickets entwickelt. Der Mobile Ticketing Crypto Service (Motics) stellt eine Verbindung zwischen dem Handyticket und dem Smartphone der Fahrgäste her und spielt die digitale Fahrkarte mit einem dynamischen Barcode aus. Motics funktioniert offline und unabhängig von Providern oder Betriebssystemen.

### Sicherheitsmanagement
Der VDV eTicket Service übernimmt zusätzlich das Sicherheitsmanagement für die Teilnehmer. Diese müssen von ihrer Seite die lokale technische Infrastruktur aus Hintergrundsystemen, Kontrollgeräten und Automaten in den Fahrzeugen oder an den Bahnsteigen errichten beziehungsweise ausschreiben.
Beim Dienstleister T-Systems lässt der VDV ETS die zentral ausgegebenen Schlüssel und Sicherheitszertifikate in einem Trustcenter verwalten. Die sogenannten Secure Application Modules (SAMs), mit denen Verkehrsunternehmen Kontrollgeräte und Automaten bestücken, werden im Auftrag des VDV-ETS von der Deutschen Telekom Security (DTS) mit Sicherheitsschlüsseln bespielt. Dieses Sicherheitsverfahren erlaubt es, dass der Netzwerkverantwortliche (hier der VDV eTicket Service) viele dezentrale und eigenverantwortliche Teilnehmer miteinander verbinden und dabei zentral schützen kann.

### Standardisierung
Verkehrsunternehmen und -verbünde, die Teilnehmer an eTicket Deutschland sind, können an der Verbesserung des Ticketing-Standards VDV-Kernapplikation mitwirken, indem sie sogenannte Change Requests (CR) einreichen. Die „AG Standardisierung“, die mit Fachexperten der Verkehrsunternehmen und Verkehrsverbünde besetzt ist, unterstützt und berät bei der Beurteilung dieser CR. Bei der alljährlichen Teilnehmerversammlung beschließen die Verkehrsunternehmen und Verbünde, welche der eingereichten CR umgesetzt werden sollen.

### Zentrale Vermittlungsstelle (ZVM)
Der VDV ETS stellt für die Teilnehmer an eTicket Deutschland die Zentrale Vermittlungsstelle (ZVM) bereit, über die alle Verkehrsunternehmen miteinander kommunizieren können. Die ZVM lässt der VDV eTicket Service von der Firma Atos Worldline betreiben.

### Zentrales Produktverantwortlicher-System (ZPVS)
Damit Verkehrsunternehmen sicher sein können, dass die im Umlauf befindlichen Deutschlandtickets echt sind, hat der VDV eTicket Service im Zuge der Umsetzung des D-Tickets ein nationales Sicherheitsmonitoring aufgebaut. Dieses ZPVS kann zusätzlich wichtige Informationen über die genaue Anzahl aller D-Tickets an die Einnahmeaufteilung liefern.

### Zertifizierung von Ticketing-Komponenten
Damit alle eingesetzten Systemkomponenten VDV-KA kompatibel sind, zertifiziert sie der VDV eTicket Service in Kooperation mit dem Prüflabor CTC advanced GmbH. Zu diesen Komponenten gehören
- Nutzermedien, z. B. Chipkarten
- Akzeptanzterminals, z. B. Kontroll-, Erfassungs- oder Verkaufsterminals
- Hintergrundsysteme
- Sicherheitsmodule in Form von SAM-Servern oder SAM-Clustern

## Internationale Kooperationen
Im internationalen Markt kooperiert die Gesellschaft unter anderen mit Calypso Network Association (Belgien), ITSO Ltd. (Großbritannien), der französischen Regierungsorganisation Agence française pour l’information multimodale et la billettique (AFIMB) und dem Weltverband UITP. Außerdem ist sie Gründungsmitglied der Smart Ticketing Alliance. Der Geschäftsführer des VDV eTicket Service, Nils Zeino-Mahmalat, wurde im Mai 2022 auf der Fachmesse IT Trans zum stellvertretenden Vorstandsvorsitzenden sowie Schatzmeister der Smart Ticketing Alliance gewählt.

## Weblink
- Website des Unternehmens